# Caloptilia scutellariella
Caloptilia scutellariella är en fjärilsart som först beskrevs av Braun 1923.  Caloptilia scutellariella ingår i släktet Caloptilia och familjen styltmalar. Inga underarter finns listade i Catalogue of Life.